# Ässät
Pour les articles homonymes, voir Assat.
Le Porin Ässät (litt. « les as de Pori ») est un club de hockey sur glace finlandais basé à Pori. Fondé en 1967 par le regroupement de deux autres clubs (Porin Karhut et RU-38), le club a remporté une fois le championnat de la SM-sarja en 1971 et deux fois le championnat de la SM-liiga en 1978 et 2013. Il a également été vice-champion à quatre reprises, en 1979, 1980, 1984 et 2006.

## Palmarès
- Championnat de Finlande :
  - 1970, 1978, 2013.

- Coupe de Finlande :
  - 1967.

## Numéros retirés
- 2 - Antti Heikkilä
- 4 - Arto Javanainen
- 5 - Pekka Rautakallio
- 11 - Raimo Kilpiö
- 12 - Tapio Levo
- 13 - Veli-Pekka Ketola
- 89 - Jaroslav Otevrel